# 基孔博河
基孔博河（Rio Quicombo）是南非國家安哥拉的河流，位於該國中西部南廣薩省孫貝以南，距離首都羅安達約300公里，發源自比耶高原，最終注入大西洋。